# Distretto di Chiang Kham
Il distretto di Chiang Kham (in thailandese: เชียงคำ) è un distretto (amphoe) della Thailandia, situato nella provincia di Phayao.